# 부여여자고등학교
부여여자고등학교(扶餘女子高等學校)는 대한민국 충청남도 부여군 부여읍 쌍북리에 있는 공립 고등학교이다.

## 학교 연혁
- 1954년 7월 20일 : 부여여자고등학교 설립 인가
- 1954년 9월 27일 : 개교
- 1962년 10월 3일 : 현 위치로 이전 (부여읍 부소로 47)
- 1979년 3월 1일 : 여중·여고 분리(여중 이전)
- 1995년 8월 28일 : 성지관 준공
- 1995년 11월 25일 : 다목적교실 준공
- 2023년 3월 1일 : 제27대 김훈선 교장 부임
- 2024년 1월 5일 : 제68회 졸업식(96명) (총 졸업생 수 18,207명)
- 2024년 3월 1일 : 16학급 편성(특수 1학급 포함)
- 2024년 3월 4일 : 제71회 입학식(101명)

## 참고 자료
- 부여여자고등학교 - 한국교육학술정보원 학교알리미